# Cisterna romana de La Calderona (Porcuna)
La cisterna romana de La Calderona es una estructura hidráulica romana del siglo I a. C. ubicada en el municipio español de Porcuna, provincia de Jaén, Andalucía. Fue declarada bien de interés cultural en 2014. A pesar de que su existencia era conocida desde antaño, los vecinos pensaban que era una estructura hidráulica más de la ciudad, desconociendo su antigüedad. Fue a partir de la guerra civil española, cuando fue utilizada como refugio antiaéreo por sus 9 metros de profundidad desde las viviendas, tal como se atestigua con la destrucción de un muro antiguo para poder acceder hasta la cisterna, cuando se empezó a investigar de una manera más intensiva.
No obstante, continuó abandonada al pillaje y vandalismo en las próximas décadas. Finalmente, el proyecto para su recuperación fue presentado en 2017 por el arquitecto Pablo Millán y las obras se produjeron entre 2021 hasta su inauguración el 11 de julio de 2024, al que asistió la ministra de Vivienda y Agenda Urbana Isabel Rodríguez García. El Gobierno de España aportó el 70 % del presupuesto, unos 1,7 millones de euros, el Ayuntamiento de Porcuna un 17 % y la Diputación de Jaén un 12 % del precio total. Las obras no solamente pusieron en valor la cisterna romana, sino que para acceder a ella se hallaron también varias viviendas y comercios de la antigua Obulco romana.